# جوران بيرسون
جوران بيرسون (بالسويدية: Göran Persson)‏ مواليد 20 يناير 1949 في محافظة سودرمانلاند، السويد. هو رئيس وزراء السويد السابق. انتُخب بيرسون كعضو في البرلمان السويدي للمرة الأولى عام 1979 ليمثل مقاطعة سودرمانلاند إلا أنه خرج من البرلمان في عام 1985 ليشغل منصب مفوض بلدية كاترينهولم منذ عام 1985 حتى عام 1989. في عام 1991، أعيد انتخابه كعضو في البرلمان ليمثل الدائرة الانتخابية ذاتها. وشغل منصب وزير التعليم منذ عام 1989 حتى عام 1991 ضمن حكومتي إينفغار كارلسون الأولى والثانية. ومنذ عام 1994 حتى عام 1996 شغل بيرسون منصب وزير الاقتصاد في حكومة كارلسون الثالثة.
بعد إعلان إينفغار كارلسون تخليه عن منصب رئيس الوزراء، اختير بيرسون ليصبح رئيس الوزراء الجديد. بدأ بيرسون رئاسته للوزراء، بعد أن تخلى عن منصب وزير الاقتصاد، بمواصلة قيادة جهود الحكومة في تخفيف العجز الدائم في الميزانية. وفي عام 1994، بلغ العجز السنوي نحو 13% من الناتج المحلي الإجمالي للبلاد. إلا أنه بعد فرض زيادات ضريبية وتخفيضات في الرفاهية، انخفض العجز في الميزانية إلى نسبة متوقعة بلغت 2.6% من الناتج المجلي الإجمالي في عام 1997، الأمر الذي وضع السويد في مكان يؤهلها للدخول في الوحدة الاقتصادية والنقدية للاتحاد الأوروبي. إلا أن ذلك كان مقابل ثمن مرتفع، فارتفع معدل البطالة الذي بات يحوم حول 13%، ومن ثم هبط بشكل مفاجئ إلى نحو 6.5% في السنة نفسها. في الانتخابات العامة لعام 1998، نال الديمقراطيون الاشتراكيون أصوات أقل من التي كانوا قد نالوها في الانتخابات العامة لعام 1991 التي أخرجتهم من السلطة. بوسع بيرسون البقاء كرئيس للوزراء من خلال دعم حزب الخضر والحزب اليساري.
في الانتخابات العامة لعام 2002، زاد الديمقراطيون الاشتراكيون من أعداد مقاعدهم في البرلمان. وبعد الهزيمة في الانتخابات العامة في 17 سبتمبر من عام 2006، تقدم بيرسون على الفور بطلب استقالته، وأعلن عن نيته الاستقالة من منصبه كزعيم للحزب بعد مؤتمر الحزب في شهر مارس من عام 2007.
منذ تخليه عن المنصب، يشغل بيرسون منصب مستشار لشركة جاي كي إل للعلاقات العامة التي يقع مقرها في استوكهولم. نشر بيرسون كتابًا في شهر أكتوبر من عام 2007«مين فاغ، مينا فال» (طريقي، خياراتي). وهو عضو في المجلس الأوروبي للتسامح والسلام منذ العام 2007، وعضو في مجلس معهد الموارد العالمية منذ العام 2010.

## الحياة الشخصية
ولد بيرسون في فينغاكر في سودرمانلاند لأسرة من الطبقة العاملة. وكشف في السنوات القليلة الماضية عن رغبته حين كان شابًا في أن يصبح كاهنًا، إلا أنه تقدم بطلب للالتحاق بجامعة أوريبرو حيث تلقى دورات في العلوم الاجتماعية (بشكل رئيسي السوسيولوجيا). وأتم 80 ساعة جامعية معتمدة (120 ساعة إي سي تي إس معتمدة) في ذلك الاختصاص قبل أن يترك الجامعة في عام 1971 دون أن يتخرج منها. ونظرًا إلى أن الكلية حصلت في وقت لاحق على أوراق اعتماد كجامعة كاملة، منحته جامعة أوريبرو التي أعيدت تسميتها شهادة دكتوراه فخرية في الطب في شهر فبراير من العام 2005، وقد أثار ذلك التكريم بعض الجدل.
تزوج للمرة الأولى بغونيل (الاسم قبل الزواج كلايسون) في عام 1978، التي أنجب منها ابنتين. ومن ثم انفصلا في عام 1995. في 10 من شهر مارس من عام 1995، تزوج بأنيكا بارثين، التي انفصل عنها في ديسمبر من عام 2002. وفي 6 ديسمبر من عام 2003، تزوج بيرسون بأنيترا ستين التي أصبحت زوجته الثالثة. في العام 2004، اشترى بيرسون وستين ملكية زراعية تبلغ مساحتها 190 هكتارًا، أوفري تروب، بالقرب من بحيرة بافن في سودرمانلاند. خلال العام 2006 بدأ الثنائي ببناء منزل ضخم في تلك الملكية.
إضافة إلى لغتها السويدية الأم، يتحدث بيرسون الإنجليزية ولديه بعض الإلمام باللغة النرويجية.
حافظ بيرسون على إيمانه المسيحي وهو عضو في الاتحاد السويدي للديمقراطيين الاشتراكيين المسيحيين.

## وصلات خارجية
- جوران بيرسون على موقع الموسوعة البريطانية (الإنجليزية)
- جوران بيرسون على موقع مونزينجر (الألمانية)
- جوران بيرسون على موقع إن إن دي بي (الإنجليزية)

- Government Offices of Sweden - Göran Persson